# Dorothea Orem
Dorothea Orem, född 1914 i Baltimore i Maryland i USA, död 2007, var en amerikansk doktor i omvårdnadsteori. Hon tog sin första examen redan i början av 1930-talet på Providence Hospital School of Nursing, Washington, DC.
Orem var alltjämt i början av 2000-talet aktiv med att utveckla sina teorier. Hon avslutade den sjätte upplagan av sitt arbete:
Nursing: Concepts of Practice, publicerad av Mosby i januari 2001. 
I boken "Nursing : concepts of practice" redogör Orem för sin egenvårdsteori. Egenvård beskrivs som ett mänskligt behov. Vid sjukdom eller skada kan omvårdnad som syftar till att utföra eller stötta individens egenvård leda till att upprätthålla eller förbättra hälsa. 